# Diócesis de Khammam
La diócesis de Khammam (en latín: Dioecesis Khammamensis y en inglés: Roman Catholic Diocese of Khammam) es una circunscripción eclesiástica de la Iglesia católica en India. Se trata de una diócesis latina, sufragánea de la arquidiócesis de Hyderabad. Desde el 27 de agosto de 2022 es sede vacante y su administrador apostólico es el obispo Udumala Bala Showreddy.

## Territorio y organización
La diócesis tiene 16 800 km² y extiende su jurisdicción sobre los fieles católicos de rito latino residentes en el distrito de Khammam del estado de Telangana.
La sede de la diócesis se encuentra en la ciudad de Khammam, en donde se halla la Catedral de la Divina Misericordia.
En 2021 en la diócesis existían 72 parroquias.

## Historia
La diócesis fue erigida el 18 de enero de 1988 con la bula Perinde atque apostolicum del papa Juan Pablo II, obteniendo el territorio de la diócesis de Warangal.

## Estadísticas
Según el Anuario Pontificio 2022 la diócesis tenía a fines de 2021 un total de 168 700 fieles bautizados.
| Año                                                                             | Población            | Población | Población      | Sacerdotes | Sacerdotes    | Sacerdotes    | Bautizados por sacerdote | Diáconos permanentes | Religiosos | Religiosos | Parroquias |
| Año                                                                             | Bautizados católicos | Total     | % de católicos | Total      | Clero secular | Clero regular | Bautizados por sacerdote | Diáconos permanentes | Varones    | Mujeres    | Parroquias |
| ------------------------------------------------------------------------------- | -------------------- | --------- | -------------- | ---------- | ------------- | ------------- | ------------------------ | -------------------- | ---------- | ---------- | ---------- |
| 1990                                                                            | 79 122               | 1 751 574 | 4.5            | 33         | 19            | 14            | 2397                     |                      | 24         | 130        | 27         |
| 1999                                                                            | 100 771              | 2 415 000 | 4.2            | 66         | 27            | 39            | 1526                     |                      | 164        | 194        | 41         |
| 2000                                                                            | 103 136              | 2 541 406 | 4.1            | 66         | 26            | 40            | 1562                     |                      | 259        | 200        | 43         |
| 2001                                                                            | 106 250              | 2 561 070 | 4.1            | 70         | 27            | 43            | 1517                     |                      | 263        | 219        | 45         |
| 2002                                                                            | 109 670              | 2 582 830 | 4.2            | 79         | 33            | 46            | 1388                     |                      | 266        | 227        | 46         |
| 2003                                                                            | 112 952              | 2 590 620 | 4.4            | 81         | 35            | 46            | 1394                     |                      | 166        | 230        | 46         |
| 2004                                                                            | 115 643              | 2 595 789 | 4.5            | 72         | 35            | 37            | 1606                     |                      | 167        | 235        | 47         |
| 2006                                                                            | 117 553              | 2 611 010 | 4.5            | 82         | 45            | 37            | 1433                     |                      | 197        | 316        | 53         |
| 2013                                                                            | 126 750              | 2 640 450 | 4.8            | 105        | 63            | 42            | 1207                     |                      | 202        | 340        | 60         |
| 2016                                                                            | 129 600              | 2 735 000 | 4.7            | 118        | 76            | 42            | 1098                     |                      | 217        | 385        | 64         |
| 2019                                                                            | 165 226              | 2 810 216 | 5.9            | 102        | 71            | 31            | 1619                     |                      | 168        | 355        | 72         |
| 2021                                                                            | 168 700              | 2 869 340 | 5.9            | 102        | 71            | 31            | 1653                     |                      | 168        | 355        | 72         |
| Fuente: Catholic-Hierarchy, que a su vez toma los datos del Anuario Pontificio. |                      |           |                |            |               |               |                          |                      |            |            |            |

## Episcopologio
- Joseph Rajappa † (18 de enero de 1988-27 de diciembre de 1989 falleció)
- Marampudi Joji † (21 de diciembre de 1991-8 de noviembre de 1996 nombrado obispo de Vijayawada)
- Paul Maipan (21 de abril de 1997-27 de agosto de 2022retirado)
  - Udumala Bala Showreddy, desde el 27 de agosto de 2022 (administrador apostólico)
  - Sede vacante, desde 2022